# Адлен Ґедіура
Адлен Ґедіура (фр. Adlène Guedioura, араб. عدلان قديورة, нар. 12 листопада 1985, Ла-Рош-сюр-Іон) — французький і алжирський футболіст, півзахисник англійського клубу «Ноттінгем Форест» та національної збірної Алжиру.
У складі збірної — володар Кубка африканських націй 2019 року.

## Клубна кар'єра

### Початок кар'єри
Народився 12 листопада 1985 року в місті Ла-Рош-сюр-Іон. Вихованець футбольної школи клубу «Расінг».
Почав кар'єру у дорослому футболі, виступаючи за клуби третього і четвертого французьких дивізіонів — «Нуасі-ле-Сек», «Л'Антант» та «Кретей».
Влітку 2008 року Гедіура перебрався до Бельгії, підписавши дворічний контракт з клубом вищого дивізіону «Кортрейком». Вже через півсезону перейшов в інший клуб чемпіонату Бельгії — «Шарлеруа».

### «Вулвергемптон Вондерерз»
У січні 2010 року Гедіура був узятий в оренду клубом англійської Прем'єр-ліги «Вулвергемптон Вондерерз» з можливістю укладення постійного контракту. Дебютував 26 січня 2010 року в матчі проти «Ліверпуля», в якому вийшов на заміну. Перший гол за команду забив в останньому матчі сезону Прем'єр-ліги проти «Сандерленда», забезпечивши перемогу своїй команді в матчі.
Трохи пізніше клуб підписав з Гедіурою трирічний контракт, сума трансферу з бельгійського клубу склала 2 мільйони фунтів.
У вересні 2010 року Гедіура зазнав травми великогомілкової кістки в зіткненні з гравцем «Астон Вілли» Стівом Сідвеллом, через цю травму він пропустив 6 місяців.
Всього за два роки, проведених у команді, зіграв 34 матчі в чемпіонаті Англії (здебільшого виходив на заміну) і 5 матчів у кубках країни.

### «Ноттінгем Форест»
У січні 2012 року «вовки» віддали Гедіуру в оренду в «Ноттінгем Форест», 31 січня 2012 року він дебютував у складі нового клубу в матчі Чемпіоншипу, і відразу став гравцем основного складу, до кінця сезону взяв участь у 19 матчах.
Влітку 2012 року Гедіура підписав з «Ноттінгемом» постійний трирічний контракт, клуб викупив його у «Вулверхемптона» за мільйон фунтів. У сезоні 2012/13 він зіграв 35 матчів у чемпіонаті, на початку сезону 2013/14 — ще 5 ігор.

### «Крістал Пелес»
У вересні 2013 року Адлен Гедіура перейшов у «Крістал Пелес», що грає в Прем'єр-лізі, контракт розрахований на три роки. Дебютний матч за лондонців провів 14 вересня 2013 року проти «Манчестер Юнайтед» (0:2). До кінця сезону Гедіура взяв участь лише у 8 матчах Прем'єр-ліги.

### «Вотфорд»
Після двох успішних оренд у «Вотфорд» в сезоні 2015/16, 1 вересня 2015 року Ґедіура перейшов до складу «шершнів», підписавши з клубом трирічний контракт. Відтоді відіграв за команду два сезони, протягом яких був гравцем ротації.

### «Мідлсбро»
Влітку новим клубом гравця став «Мідлсбро». У його команді стати гравцем основного складу алжирцю не вдалося і протягом першого сезону в ній він лише п'ять разів виходив на поле в іграх чемпіонату, а посеред другого сезону залишив «Мідлсбро», контракт було розірвано за згодою сторін.

### Повернення до «Ноттінгем Форест»
31 січня 2018 року на правах вільного агента уклав контракт з добре йому знайомим «Ноттінгем Форест», де знову почав отримувати постійну ігрову практику.

## Виступи за збірну
У збірній Алжиру Гедіура дебютував 28 травня 2010 року в матчі проти збірної Ірландії, який алжирці програли з рахунком 0:3.
На чемпіонаті світу в ПАР Гедіура відіграв у всіх трьох матчах за збірну, виходячи на заміну у зустрічах проти збірних команд Словенії, Англії та США. Тим не менш збірна Алжиру зайняла останнє місце в групі і не пройшла в наступний етап розіграшу Кубка світу.
У 2013 році взяв участь у фінальному турнірі Кубка африканських націй.
Перед початком чемпіонату світу 2014 року розглядався як один з кандидатів у збірну, брав участь в контрольних матчах, але в остаточний список з 23 гравців не потрапив.
Згодом у складі збірної був учасником Кубка африканських націй 2017 року в Габоні.
Був ключовою фігурою у складі збірної Алжиру на переможному для команди Кубку африканських націй 2019 року, взявши участь у всіх іграх турніру, крім фінальної. Особистий внесок гравця у тріумф алжирців був відзначений його включенням до символічної збірної турніру.

## Титули і досягнення

### Командні
- Володар Кубка африканських націй (1): 2019

### Особисті
- Символічна збірна Кубка африканських націй: 2019